# Panzerdivision Tatra
La Panzerdivision Tatra (aussi plus tard Panzer-Feldausbildungs-Division Tatra) était une division blindée de la Wehrmacht Heer durant la Seconde Guerre mondiale.

## Création et dénominations[2]
- Août 1944 : création, en Slovaquie, de la Panzerdivision Tatra, à partir de diverses unités, surtout de l'Ersatzheer.
- Décembre 1944 : la division change de nom pour Panzer-Feldausbildungs-Division Tatra.
- Février 1945 : la division est dissoute pour former la 232e Panzerdivision.

## Origine du nom
Tatra désigne en allemand une chaîne de montagnes, les Tatras, à cheval sur la frontière de la Pologne et de la Slovaquie. Il s'agit de la partie la plus élevée de la chaîne des Carpates.

## Historique
La division est créée en août 1944 d'abord comme un « groupe de combat d'urgence », en allemand (Alarm) Kampfgruppe Division Tatra,  pour faire face à l'insurrection slovaque, le Soulèvement national slovaque,  et puis, plus tard, elle sera chargée de la répression des partisans en Moravie du sud.
La division est formée autour d'un noyau d'éléments de la 1re Panzerdivision, avec des éléments de la Panzerdivision Nr. 178 et l'état-major du centre d'entrainement de Kleine Karpaten à Malacky (Tr.Üb.Platz "Kleine Karpaten"). La Panzer compagnie de la division comprend vingt-huit vieux Panzer III et Panzer IV et trois Tiger I. Le 29 août 1944, a lieu le premier engagement de l’unité à Cadca, dans la région de Žilina, au nord de la Slovaquie. Le 31 août, c'est la bataille de Strečno contre les résistants slovaques.
La division parvient finalement à réprimer en grande partie le soulèvement slovaque qui était pourtant aidé par des conseillers de l'armée soviétique. La Pz.Div. Tatra parvint même à reprendre Bratislava. De septembre à décembre 1944 les unités de la Panzerdivision sont disséminées et chaque groupe est chargé de continuer la lutte anti-partisan dans les Petites Carpates dans le secteur de Malacky et en particulier à Vrútky (10-21 septembre) et Žilina.
En décembre 1944, après l'écrasement de l’insurrection à Banská Bystrica, la division blindée revient dans sa zone de formation et repasse sous le contrôle de l'Ersatzheer et est renommée Panzer-Feldausbildungsdivision Tatra.  La division intègre le commandement du XVII. Panzer-Corps et son infanterie mécanisée et des unités des diverses régions militaires; les soldats originaires de la 1re Panzer quittent ensuite Tatra. La division stationne en Slovaquie jusqu'à la fin de l'année 1944. En février 1945, la Panzer-Feldausbildungs-Division Tatra est transformée en la 232. Panzer-Division.

## Commandants
| Début            | Fin              | Nom                                         |
| ---------------- | ---------------- | ------------------------------------------- |
| 9 octobre 1944   | 31 décembre 1944 | Generalleutnant Friedrich-Wilhelm von Löper |
| 1er janvier 1945 | 21 février 1945  | Generalmajor Hans-Ulrich Back               |

## Composition enoctobre 1944
- Panzer-Grenadier-Ers. und Ausbildungs Regiment 82 (WK XVII, Hranice, Mährisch Weisskirchen en allemand)
- Panzer-Grenadier-Ers. und Ausbildungs Regiment 85  (WK VIII, Gleiwitz)
- une Panzer-Kompanie du Pz.Ers. und Ausb.Abt[3]. 4
- une Panzerjäger-Kompanie du Pz.Jg.Ers. und Ausb.Abt[4]. 8
- Artillery Abt. Tatra (composé de 3 batteries), devenu en 1945 H. Artillery. Abt. 588
- deux Pionier-Kompanien du Pz.Gren.Ers. und Ausb.Rgt. 82 et du Pz.Pi. Lehr- und und Ausb.Abt. 80
- un Feldersatz-Bataillon, créé en décembre 1944